# Herb gminy Dębno (powiat brzeski)

Herb gminy Dębno do 2015 r.

Herb gminy Dębno – jeden z symboli gminy Dębno, ustanowiony 14 sierpnia 2015.

## Wygląd i symbolika
Herb przedstawia na tarczy w polu czerwonym trzy korony otwarte w pas, pod nimi rogacina rozłuczona srebrna.